# Road to the Riches
| Críticas profissionais | Críticas profissionais |
| Avaliações da crítica  | Avaliações da crítica  |
| Fonte                  | Avaliação              |
| ---------------------- | ---------------------- |
| Allmusic               | [ 1 ]                  |
| Robert Christgau       | B+                     |
| Rolling Stone          | [ 3 ]                  |
| RapReviews             | (9/10)                 |
| Rhapsody               | (Favorável)            |
| Trouser Press          | (Favorável)            |

Road to the Riches é o primeiro álbum de estúdio do duo de hip hop Kool G Rap & DJ Polo, que foi lançado em 1989 na então proeminente gravadora de hip hop Cold Chillin' Records. O álbum é notável na medida em que começou a tendência de mafioso rap com a faixa título "Road to the Riches", que recebeu forte rotação no show de TV Yo! MTV Raps, e foi mais tarde apresentado na estação de rádio de classic hip hop Playback FM do vídeo game Grand Theft Auto: San Andreas. A maioria das canções, porém, não são relacionadas ao crime. Outras canções populares incluem "It's a Demo" e "Poison". Em 1998, o álbum foi selecionado como um dos 100 Melhores Álbuns de Rap da revista The Source.

## Lista de faixas
| #  | Título                           | Compositores           | Produtor(es) | Intérprete (s) |
| -- | -------------------------------- | ---------------------- | ------------ | -------------- |
| 1  | "Road to the Riches"             | N. Wilson, M. Williams | Marley Marl  | Kool G Rap     |
| 2  | "It's a Demo"                    | N. Wilson, M. Williams | Marley Marl  | Kool G Rap     |
| 3  | "Men at Work"                    | N. Wilson, M. Williams | Marley Marl  | Kool G Rap     |
| 4  | "Truly Yours"                    | N. Wilson, M. Williams | Marley Marl  | Kool G Rap     |
| 5  | "Cars"                           | N. Wilson, M. Williams | Marley Marl  | Kool G Rap     |
| 6  | "Trilogy of Terror"              | N. Wilson, M. Williams | Marley Marl  | Kool G Rap     |
| 7  | "She Loves Me, She Loves Me Not" | N. Wilson, M. Williams | Marley Marl  | Kool G Rap     |
| 8  | "Cold Cuts"                      | N. Wilson, M. Williams | Marley Marl  | DJ Polo        |
| 9  | "Rhymes I Express"               | N. Wilson, M. Williams | Marley Marl  | Kool G Rap     |
| 10 | "Poison"                         | N. Wilson, M. Williams | Marley Marl  | Kool G Rap     |
| 11 | "Butcher Shop"                   | N. Wilson, M. Williams | Marley Marl  | Kool G Rap     |

## Lista de faixas do re-lançamento de 2006
Disco 1
| #  | Título                           | Compositores             | Produtor(es) | Intérprete (s)             |
| -- | -------------------------------- | ------------------------ | ------------ | -------------------------- |
| 1  | "Road to the Riches"             | N. Wilson, M. Williams   | Marley Marl  | Kool G Rap                 |
| 2  | "It's a Demo"                    | N. Wilson, M. Williams   | Marley Marl  | Kool G Rap                 |
| 3  | "Men at Work"                    | N. Wilson, M. Williams   | Marley Marl  | Kool G Rap                 |
| 4  | "Truly Yours"                    | N. Wilson, M. Williams   | Marley Marl  | Kool G Rap                 |
| 5  | "Cars"                           | N. Wilson, M. Williams   | Marley Marl  | Kool G Rap                 |
| 6  | "Trilogy of Terror"              | N. Wilson, M. Williams   | Marley Marl  | Kool G Rap                 |
| 7  | "She Loves Me, She Loves Me Not" | N. Wilson, M. Williams   | Marley Marl  | Kool G Rap                 |
| 8  | "Cold Cuts"                      | N. Wilson, M. Williams   | Marley Marl  |                            |
| 9  | "Rhymes I Express"               | N. Wilson, M. Williams   | Marley Marl  | Kool G Rap                 |
| 10 | "Poison"                         | N. Wilson, M. Williams   | Marley Marl  | Kool G Rap                 |
| 11 | "Butcher Shop"                   | N. Wilson, M. Williams   | Marley Marl  | Kool G Rap                 |
| 12 | "Radio Album Introduction"       | N. Wilson                |              |                            |
| 13 | "Radio Freestyle"                | N. Wilson, Craig Morgan  |              | Kool G Rap & Craig G       |
| 14 | "Radio Interview"                |                          |              |                            |
| 15 | "Riker's Island Radio Promo"     | N.Wilson, M. Williams    |              | Kool G Rap                 |
| 16 | "Raw (Demo Version)"             | N. Wilson, Antonio Hardy | Marley Marl  | Big Daddy Kane, Kool G Rap |

Disco 2
| #  | Título                                               | Compositores           | Produtor(es) | Intérprete (s) |  |
| -- | ---------------------------------------------------- | ---------------------- | ------------ | -------------- |  |
| 1  | "It's A Demo (Original 12" Version)"                 | N. Wilson, M. Williams | Marley Marl  | Kool G Rap     |  |
| 2  | "I'm Fly (Original 12" Version)"                     | N. Wilson, M. Williams | Marley Marl  | Kool G Rap     |  |
| 3  | "Riker's Island (Original 12" Version)"              | N. Wilson, M. Williams | Marley Marl  | Kool G Rap     |  |
| 4  | "Rhyme Tyme (Original 12" Version)"                  | N. Wilson, M. Williams | Marley Marl  | Kool G Rap     |  |
| 5  | "Poison (Hip Hop Version)"                           | N. Wilson, M. Williams | Marley Marl  | Kool G Rap     |  |
| 6  | "Poison (Dub Version)"                               | N. Wilson, M. Williams | Marley Marl  | Kool G Rap     |  |
| 7  | "Poison (Remix)"                                     | N. Wilson, M. Williams | Marley Marl  | Kool G Rap     |  |
| 8  | "Men At Work (Extended Version)"                     | N. Wilson, M. Williams | Marley Marl  | Kool G Rap     |  |
| 9  | "It's A Demo (Original 12" Version Instrumental)"    | N. Wilson, M. Williams | Marley Marl  |                |  |
| 10 | "I'm Fly (Original 12" Version Instrumental)"        | N. Wilson, M. Williams | Marley Marl  |                |  |
| 11 | "Riker's Island (Original 12" Version Instrumental)" | N. Wilson, M. Williams | Marley Marl  |                |  |
| 12 | "Men At Work (Extended Instrumental)"                | N. Wilson, M. Williams | Marley Marl  |                |  |
| 13 | "She Loves Me, She Loves Me Not (Instrumental)"      | N. Wilson, M. Williams | Marley Marl  |                |  |
| 14 | "Men At Work (Acapella)"                             | N. Wilson, M. Williams |              | Kool G Rap     |  |

## Samples usados
- A faixa-título usa um sample do álbum de Billy Joel's 52nd Street. A faixa sampleada, "Stiletto," precede o hit "My Life" e é usada como uma introdução para o vídeo clipe da canção mencionada acima.
- A canção "Cars" sampleia a canção de mesmo nome de Gary Numan.
- A canção "Trilogy of Terror" apresenta um sample de "Frankenstein", de Edgar Winter Group.
- A canção "Rhymes I Express" apresenta um sample de "Trans-Europe Express", de Kraftwerk.

## Samples posteriores
- "Road to Riches"
  - "Disciple" de Nas do álbum Street's Disciple
  - "Bloodshed(Paint the Town Red) do grupo de hip hop do Harlem Children of the Corn em seu único álbum, que foi lançado anos após a canção foi criada e o grupo acabou—Children of the Corn: The Collector's Edition.
- "Truly Yours"
  - "Go With The Flow" de MF Doom, do álbum Operation: Doomsday.

## Posições nas paradas

### Álbum
| Ano  | Álbum              | Posições nas paradas   |
| Ano  | Álbum              | Top R&B/Hip Hop Albums |
| ---- | ------------------ | ---------------------- |
| 1989 | Road to the Riches | 78                     |

### Singles
| Ano  | Canção             | Posições nas paradas |
| Ano  | Canção             | Hot Rap Singles      |
| ---- | ------------------ | -------------------- |
| 1989 | Road to the Riches | 16                   |